# Breskuł
Breskuł (ukr. Брескул) – szczyt o wysokości 1911 m n.p.m. znajdujący się w paśmie Czarnohory na Ukrainie. Wznosi się w grzbiecie głównym, pomiędzy Howerlą (Говерла, 2061 m) na północnym zachodzie a Pożyżewską (Пожижевська, 1822 m) na południowym wschodzie. Północne zbocza góry są strome i poprzecinane płytkimi żlebkami. Po zachodniej stronie szczytu znajduje się rozległe wypłaszczenie z kilkoma okresowymi, niewielkimi jeziorkami.
Nazwa szczytu pochodzi od jego kształtu (huculskie breskłyj – spuchnięty, nabrzmiały). W okresie międzywojennym przebiegała przez niego granica pomiędzy Polską a Czechosłowacją (słupek graniczny nr 38). Przez wierzchołek prowadzi obecnie szlak turystyczny wiodący głównym grzbietem Czarnohory.